# Peter Graulund
Peter Graulund (né le 20 septembre 1976 au Danemark) est un joueur de football danois, qui jouait au poste d'attaquant.

## Biographie

### Carrière de club
Il a notamment joué pour les équipes du Vejle Boldklub et du Brøndby IF au Danemark.  
Graulund est connu pour être depuis son plus jeune âge un supporter du club danois de l'AGF Århus.

### Sélection
Il a en tout joué six matchs (plus deux pour l'équipe des moins de 19 ans) et inscrit deux buts pour l'équipe du Danemark espoirs de football.

## Palmarès
- Meilleur buteur du championnat du Danemark : 2000–01 (21 buts pour Brøndby IF)
- Meilleur buteur du championnat du Danemark D2 : 2010–11 (20 buts en 25 matchs), 2006–07 (17 buts en 27 matchs) pour AGF